# Anosia menippe
Anosia menippe är en fjärilsart som beskrevs av Jacob Hübner 1816. Anosia menippe ingår i släktet Anosia och familjen praktfjärilar. Inga underarter finns listade i Catalogue of Life.